# Alex Maximiliano Silva
Alex Maximiliano Silva Garrel, noto semplicemente come Alex Silva (Montevideo, 14 novembre 1990), è un ex calciatore uruguaiano, di ruolo attaccante.

## Caratteristiche tecniche
È un centravanti.

## Carriera
Cresciuto nel settore giovanile del Central Español, ha esordito in prima squadra il 30 agosto 2009 disputando l'incontro di Primera División Profesional pareggiato 2-2 contro il River Plate (M).